# 張拱 (永樂舉人)
張拱（？—？），山西平阳府洪洞县人，明朝政治人物。舉人出身。

## 生平
張拱是山西等處承宣布政使司平阳府洪洞县人。永樂九年（1411年），辛卯科山西鄉試中舉，后任廣西按察司。。